# 蘭嶼榿葉懸鉤子
，为薔薇科懸鉤子屬下的一个种，分布於台灣、小巽他群島等地。

## 扩展阅读
- 維基物種上的相關：蘭嶼榿葉懸鉤子